# Nippobodes insolitus
Nippobodes insolitus är en kvalsterart som beskrevs av Aoki 1959. Nippobodes insolitus ingår i släktet Nippobodes och familjen Nippobodidae. Inga underarter finns listade i Catalogue of Life.